# Julien de La Rochejaquelein
Pour les autres membres de la famille, voir Famille de La Rochejaquelein.
Julien-Marie-Gaston du Vergier de La Rochejaquelein, né le 27 mars 1833, Chartres et mort le 30 juillet 1897 au château de Clisson à Boismé, est un homme politique français.

## Biographie
Fils d'Henri-Auguste-Georges de La Rochejaquelein, il débuta dans la vie politique en 1869, étant déjà conseiller général des Deux-Sèvres, en posant sa candidature d'opposition au corps législatif, le 24 mai, dans la 3e circonscription des Deux-Sèvres (Bressuire) ; bien qu'il réunît les voix de l'opposition légitimiste et la majorité des suffrages de l'opposition républicaine, il échoua, après une lutte des plus vives, face au député sortant, candidat officiel, Charles Le Roux. Il fit attaquer l'élection de son concurrent devant les tribunaux par M. Ricard, et devant le corps législatif par Jules Favre, et entra au parlement aux élections suivantes, après la chute de l'Empire, ayant été élu, le 8 février 1871, représentant des Deux-Sèvres à l'Assemblée nationale. 
Il prit place à la droite monarchiste, fit partie de la réunion des Réservoirs et des « Chevau-légers », participa aux négociations ayant pour but de restaurer la monarchie, et signa (1874) la proposition demandant son rétablissement. Membre de la commission de permanence, il parla sur les différents budgets, sur la loi des élections municipales, l'Installation des ministères à Versailles, contre l'Internationale, appuya la nomination des maires et adjoints par le gouvernement, et protesta contre le projet des lois constitutionnelles (février 1875) ; il vota pour les préliminaires de paix, pour les prières publiques, pour l'abrogation des lois d'exil, pour le pouvoir constituant de l'Assemblée, pour la démission de Thiers, pour l'arrêté contre les enterrements civils, pour le septennat, contre le retour de l'Assemblée à Paris, contre le ministère de Broglie, contre la dissolution, contre la proposition du centre gauche, contre l'amendement Wallon, contre les lois constitutionnelles. 
Lors de la nomination des sénateurs inamovibles par l'Assemblée (décembre 1875), il fut du petit nombre des membres de la droite qui refusèrent de devoir leur nomination à un compromis avec la gauche, et qui protestèrent publiquement contre ce compromis. Chef du parti légitimiste dans les Deux-Sèvres, il avait créé à Niort un petit journal, le Poiton. 
Candidat aux élections du 20 février 1876, dans l'arrondissement de Bressuire, il fut élu contre le candidat républicain, M. Bernard. Cette élection fut invalidée par la Chambre le 31 mars qui reprocha à l'élu une circulaire « aux habitants du Bocage », à laquelle du reste la Rochejaquelein se déclara étranger, et qui accusait les républicains, s'ils triomphaient aux élections, de vouloir « pendre les curés et vendre les églises ». Les électeurs de Bressuire, convoqués à nouveau le 21 mai suivant, réélurent La Rochejaquelein. 
La dissolution de la Chambre par le cabinet du 16 mai ayant provoqué des élections nouvelles, le 14 octobre 1877, La Rochejaquelein, candidat du gouvernement du maréchal, fut réélu à Bressuire, face au candidat républicain Jouffrault. La majorité de la nouvelle Chambre ordonna sur cette élection une enquête qui dura près d'une année : le rapport, concluant à l'invalidation, fut voté, et La Rochejaquelein se représenta, le 2 février 1879, devant ses électeurs, qui donnèrent de peu la majorité à Jouffrault ; il remit alors sa démission de conseiller général de Bressuire. 
Aux élections générales du 21 août 1881, La Rochejaquelein regagna le siège de Bressuire, élu député contre Jouffrault. Il reprit place à la droite monarchiste, et combattit de ses votes les ministères républicains. À la mort du « comte de Chambord », il se rallia au comte de Paris, et devint président du comité royaliste des Deux-Sèvres. Les élections du 4 octobre 1885, au scrutin de liste, furent défavorables à la liste conservatrice dans les Deux-Sèvres.
Il a publié, en 1889, d'après le manuscrit original, une édition des Mémoires de la marquise de la Rochejaquelein, sa grand-mère.
La Rochejaquelein fut réélu comme député monarchiste aux élections générales de 1889, puis en 1893, et mourut en 1897, en cours de mandat.

## Sources
- « Julien de La Rochejaquelein », dans Adolphe Robert et Gaston Cougny, Dictionnaire des parlementaires français, Edgar Bourloton, 1889-1891 [détail de l’édition]